# Joinville (otok)
Joinville je najveći u skupini otoka Joinville, dugačak oko 74 km u smjeru istok-zapad, a širok 22 km. Leži uz sjeveroistočni vrh Antarktičkog poluotoka, od kojeg ga dijeli Antarktički zaljev. Otok Joinville otkrila je i ucrtala otprilike tijekom 1838. godine francuska ekspedicija kojom je zapovijedao kapetan Jules Dumont d'Urville, koji ga je nazvao po princu Françoisu, princu od Joinvillea (1818. – 1900.), trećem sinu Luja Filipa, vojvode od Orléansa. Nalazi se  unutar antarktičkih teritorijalnih zahtjeva Argentine, Britanije i Čilea.

## Geografija
Otok Joinville sastoji se od niza dolina i zaljeva, uključujući zaljev Suspiros i dolinu Balaena.